# Eva Zeijlstra
Eva Zeijlstra (Eindhoven, 4 oktober 1962) is een Nederlands stemactrice.

## Loopbaan
Sinds het begin van de jaren 80 is Zeijlstra werkzaam als voice-over voor onder meer tekenfilms, reclames en bedrijfsfilms.
Begin jaren 90 was zij een van de vaste stemmen voor PJP Studio's, dat de nasynchronisatie van tekenfilms voor RTL 4 en Kindernet voor zijn rekening nam.
Zeijlstra was kandidaat in het programma Showmasters en presenteerde in 1996 samen met Eddy Keur de televisiequiz Vijf op een Rij voor het toenmalige TV10. Daarnaast was zij in 1999 vast panellid in het programma Read My Lips, naast Johnny Kraaijkamp jr., Sylvia Millecam en Tygo Gernandt.

## Trivia
Haar stem is te horen in de bussen van Connexxion en de navigatieproducten van TomTom.
Ook is zij sinds december 2013 naast Hans Hogendoorn de meest gehoorde stem voor promo's en uuropeners op NPO Radio 1.

## Privé
Eva Zeijlstra was tot zijn overlijden in 2018 getrouwd met televisieregisseur en tekstschrijver Jack Gadellaa.